# NGC 900
NGC 900 је лентикуларна галаксија у сазвежђу Ован која се налази на NGC листи објеката дубоког неба.
Деклинација објекта је + 26° 30' 43" а ректасцензија 2h 23m 32,1s. Привидна величина (магнитуда) објекта NGC 900 износи 14,1 а фотографска магнитуда 15,1. NGC 900 је још познат и под ознакама UGC 1843, MCG 4-6-20, CGCG 483-23, NPM1G +26.0061, PGC 9079.